# Kazimierz Jankowski (generał)

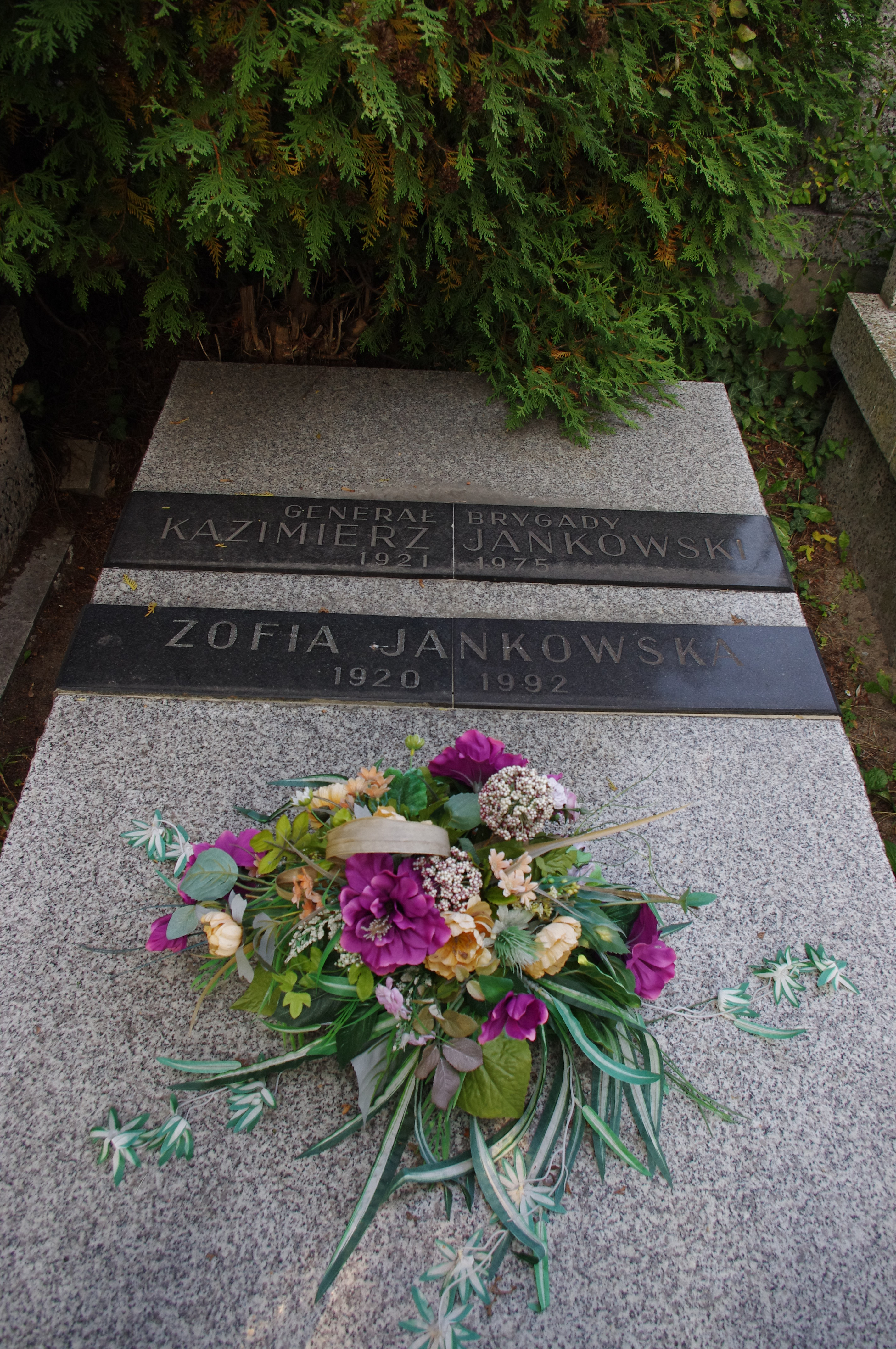
Grób gen. Kazimierza Jankowskiego na Cmentarzu Wojskowym na Powązkach

Kazimierz Jankowski (ur. 16 sierpnia 1921 w Białymstoku, zm. 19 marca 1975 w Warszawie) – generał brygady ludowego Wojska Polskiego, sędzia wojskowy okresu stalinizmu, prezes Izby Wojskowej Sądu Najwyższego.

## Życiorys
W 1938 skończył gimnazjum w Lublinie, a w 1939 dywizyjną szkołę podchorążych rezerwy w Zamościu. Brał udział w wojnie obronnej 1939 jako żołnierz 3 Dywizji Piechoty Legionów Armii "Prusy", w walkach koło Kielc, Skarżyska-Kamiennej i Radomia. W październiku lub listopadzie wrócił do Lublina. Do marca 1940 r. nie pracował, następnie został zatrudniony jako urzędnik w Izbie Przemysłowo-Handlowej. Pracował tam do 21 lipca 1944 r. W czasie okupacji, w latach 1940–1941 był jak sam twierdził: uczestnikiem w pracy podziemnej o charakterze wojskowym, z której wycofałem się ze względu na posanacyjną orientację organizacji. We wrześniu 1944 wstąpił do WP, od lipca 1945 służył w KBW jako sekretarz sądu wojskowego. Od 28 VII 1946 asesor Wojskowego Sądu Rejonowego w Gdańsku, 28 XII 1946 przeniesiony do Marynarki Wojennej w Gdyni jako sędzia. W latach 1950–1958 studiował prawo na Uniwersytecie Warszawskim i Uniwersytecie Adama Mickiewicza w Poznaniu. Od kwietnia 1951 zastępca szefa WSR w Gdańsku, od czerwca 1952 szef WSR w Koszalinie, od sierpnia 1954 szef Sądów 1 Korpusu Zmechanizowanego w Wałczu. 2 VI 1956 został szefem Sądów Marynarki Wojennej w Gdyni, a 27 VIII 1962 prezesem Izby Wojskowej Sądu Najwyższego w Warszawie. W październiku 1964 mianowany generałem brygady; nominację wręczył mu w Belwederze przewodniczący Rady Państwa PRL Edward Ochab w obecności ministra obrony narodowej Mariana Spychalskiego. W czerwcu 1971, z powodu przebytego zawału i postępującej choroby złożył rezygnację i w grudniu 1971 został przeniesiony w stan spoczynku. 

## Wydane wyroki
Podczas swojej pracy w Wojskowym Sądzie Rejonowym w Gdańsku i Koszalinie oraz Sądzie Marynarki Wojennej orzekał lub był w składzie orzekającym 26 kar śmierci, z których wykonano około połowę oraz orzeczono łączną karę więzienia na 293 lata i 4 miesiące. Podczas swojej pracy przewodniczył lub zasiadał w składach sędziowskich w następujących procesach, w których orzeczone zostały wyroki śmierci:
- 31 października 1946 r. Henryk Ernst, Jan Drelich, Zenon Jagła oraz Stanisław Kulik vel Jan Wirski ps. „Tarzan” skazani zostali na karę śmierci. W trzech przypadkach wyroki wykonano. Karę Zenona Jagły zamieniono na 15 lat więzienia. Dwie inne osoby skazano na 15 lat więzienia, jedną na 10 lat więzienia, trzy na 5 lat więzienia, a jedną uniewinniono.

- 11 lipca 1946 r. jako asesor był w składzie orzekającym karę śmierci dla Feliksa Selmanowicza ps. „Zagończyk”, żołnierza 5 Brygady Wileńskiej Armii Krajowej pod dowództwem mjr Zygmunta Szendzielarza „Łupaszki”. Wyrok wykonano 28 sierpnia 1946 r.
- 13 września 1946 r. Tadeusz Mańkowski oraz Stefan Pączkowski za działalność w Zrzeszeniu Wolność i Niezawisłość skazani na karę śmierci przez skład sędziowski, w którym zasiadał Kazimierz Jankowski. Wyroki wykonano.
- 30 grudnia 1946 r. Klemens Stefański za przynależność do oddziału WiN Stanisława Kulika „Tarzana” skazany przez skład sędziowski, w którym był asesorem, na karę śmierci. Wyrok został później zamieniony na 15 lat więzienia.
- 20 maja 1947 r. Sąd Marynarki Wojennej pod przewodnictwem K. Jankowskiego skazał na karę śmierci Michała Cytlaka (Brak danych o dalszych losach).
- 12 stycznia 1948 r. za członkostwo w Narodowych Siłach Zbrojnych skazał Ryszarda Łopacińskiego na karę śmierci, później zmienioną na 15 lat.
- 4 grudnia 1948 r. będąc w składzie orzekającym skazał Józefa Preussa za zniszczenie mienia państwowego na karę śmierci [wyrok nieprawdziwy]. Wyrok zamieniono później na 15 lat więzienia.
- 4 grudnia 1948 r. skład sędziowski z Jankowskim jako ławnikiem, skazał Ottomara Zielke, administratora zespołu majątków państwowych Zielenice i współpraca z 5 Wileńską Brygadą AK, na karę śmierci. Wyrok został wykonany.
- 29 września 1949 r. jako przewodniczący skazał przed SMW Romana Kamińskiego na karę śmierci (brak danych).
- 21 listopada 1949 r. przed WSR w Warszawie pod przewodnictwem K. Jankowskiego, skazał Władysława Stępnowskiego na karę śmierci (brak danych). (Sr. 1698/49)
- 25 kwietnia 1950 r. skazał przed SMW na karę śmierci Władysława Pacholczyka (brak danych). (Sm. 32/50)
- 20 maja 1950 r. Sąd Marynarki Wojennej pod przewodnictwem Jankowskiego skazał na karę śmierci Michała Cytlaka (brak danych). (R.W. 736/47)
- 26 lipca 1950 r. skazał przed SMW na karę śmierci Herberta Imberę (wyrok wykonano) i Stefana Gajewskiego (zmieniono na dożywocie).
- 30 czerwca 1951 r. jako przewodniczący skazał Roberta Sokołowskiego na karę śmierci za przynależność do organizacji „Katolicki Uniwersytet Lubelski”. Wyrok zamieniony został później na dożywotnie więzienie.
- 28 sierpnia 1951 r. jako przewodniczący skazał na karę śmierci Zygmunta Szlasa za nielegalne posiadanie broni i za zabójstwo. Zamieniono później tę karę na 15 lat więzienia.
- 24 kwietnia 1952 r. będąc przewodniczącym składu sędziowskiego, orzekł kary śmierci dla Bolesława Tarnowskiego (wyrok wykonano 26 września 1952 r.), Jana Chołuja (wyrok wykonano 26 września 1952 r.), Zygmunta Izdebskiego (wyrok wykonano 26 września 1952 r.), Tadeusz Rakowski (zmieniono na dożywotnie więzienie), Bogusław Janiszewski (zmieniono na dożywotnie więzienie), Tadeusza Matłosza (zmieniono wyrok na dożywotnie więzienie), za przynależność do organizacji „Polska Organizacja Podziemna – Wolność”.
- 6 czerwca 1952 r. jako przewodniczący składu sędziowskiego, skazał na karę śmierci Stefana Półrula (wyrok wykonano 9 kwietnia 1953 r.), i Edmunda Sternę (wyrok wykonano 21 listopada 1952 r.).
- 29 czerwca 1953 r. jako szef WSR w Koszalinie i przewodniczący składu sędziowskiego orzekł karę śmierci dla Józefa Piękniewskiego (wyrok zmieniono później na 15 lat więzienia), Stanisława Piekarskiego (wyrok został zamieniony na dożywotnie więzienie), Ryszarda Procajło (wyrok zamieniono na 15 lat więzienia), za przynależność do organizacji „Polskie Podziemne Siły Zbrojne” działające w Kępnie woj. poznańskie.
- 30 czerwca 1953 r. będąc szefem WSR w Koszalinie i przewodniczącym składu sędziowskiego skazał na śmierć Mieczysława Rabczankę, Czesława Rzeźnickiego i Jana Tatucha (brak danych w kwestii przyczyn skazania oraz dalszych losów). (Sr. 71/53)
- 28 maja 1954 r. jako szef WSR w Koszalinie i przewodniczący składu sędziowskiego skazał na śmierć Józefa Gryszuna (brak danych w kwestii przyczyn skazania oraz dalszych losów). Wyrok został później zamieniony na 15 lat więzienia.(Sr. 58/54)

## Życie prywatne
Mieszkał w Warszawie. Od 1942 żonaty z Zofią z domu Olszewską (1920-1992). Małżeństwo miało córkę Jadwigę Jankowską-Cieślak i trzech synów. Jak przyznała po latach córka, Kazimierz Jankowski stosował przemoc domową w swojej rodzinie.  
Pochowany na cmentarzu Powązki Wojskowe w Warszawie (kwatera D29-4-8). 

## Odznaczenia
- Order Sztandaru Pracy I klasy (1971)
- Order Sztandaru Pracy II klasy (1968)
- Krzyż Komandorski Orderu Odrodzenia Polski (1963)
- Srebrny Krzyż Zasługi (1958)
- Srebrny Medal „Zasłużonym na Polu Chwały” (1946)
- Medal 10-lecia Polski Ludowej
- Medal „Za udział w walkach o Berlin” (1970)
- Srebrny Medal „Siły Zbrojne w Służbie Ojczyzny” (1959)
- Brązowy Medal Siły Zbrojne w Służbie Ojczyzny
- Brązowy Medal „Za zasługi dla obronności kraju” (1967)